# Morgan Studios
Morgan Studios foi um estúdio de gravação com sede em Londres. Tornou-se conhecido durante as décadas de 1960 e 1970 por dar lugar às gravações dos álbuns de célebres bandas britânicas de rock, como Yes, Pink Floyd, Jethro Tull e Black Sabbath, entre outros. Possuiu a primeira gravadora de 24 canais da Inglaterra, fabricada pela Ampex.
O proprietário original foi Barry Morgan. Ele vendeu o estúdio para o músico Robin Millar, que renomeu-o para Power Plant e, posteriormente, Battery Studios.